# DCU Ladies Cup 2021
DCU Ladies Cup 2021 var den anden udgave af den danske løbsserie DCU Ladies Cup. Den blev afviklet over fire afdelinger fra april til oktober 2021. Der blev kåret en samlet vinder, og en vinder i ungdomskonkurrencen.

## Point
For hver afdeling blev der givet point til rytterne efter placering.
Nr. 1 fik 10 point, Nr. 2 fik 9 point, Nr. 3 fik 8 point, Nr. 4 fik 7 point... nr. 10 fik 1 point. Herudover blev der givet 1 point til alle startende ryttere, samt 1 point til alle fuldførende ryttere. I tilfælde af pointlighed var placeringen i senest afviklede løb afgørende.

## Hold
| UCI Women's Kontinentalhold (2)- Andy Schleck-CP NVST-Immo Losch - Jumbo-Visma Amatørcykelhold- Kieler Radsport Verein von 1961 Amatørkvindehold (4)- ABC Dame Elite - Torelli-Assure-Cayman Islands-Scimitar - Watersley R&D Cycling Team - Rytger powered by Cykeltøj-Online.dk Regional- og klubhold (15)- Amager Cykle Ring - Ordrup Cycle Club - Cykling Odense - Dansk Mountainbike Klub - Holte MTB Klub - Herning Cykle Klub - Esbjerg Cykle Ring - Nørrebro Cykleklub - Greve Cykle Club - Mölndals Cykelklubb - Motala AIF CK - Varde Cykelklub - Rødekro Cykle Club - Aarhus Studenternes Cykelklub - Give Cykelklub |
| |

## Resultater
| Etape    | Dato     | Start – Mål               | type          | Afstand (km) | Elevation (m) | Etapevinder      | Førende rytter |
| -------- | -------- | ------------------------- | ------------- | ------------ | ------------- | ---------------- | -------------- |
| 1. etape | 18. apr. | Mørkøv – Mørkøv           | kuperet etape | 109,6        | 1.032 m       | Marita Jensen    | Marita Jensen  |
| 2. etape | 12. jun. | Ørbæk – Ørbæk             | flad etape    | 102,4        | 840 m         | Marita Jensen    | Marita Jensen  |
| 3. etape | 1. aug.  | Vissenbjerg – Vissenbjerg | kuperet etape | 119,2        | 1.740 m       | Anniina Ahtosalo | Marita Jensen  |
| 4. etape | 3. okt.  | Faxe – Faxe               | flad etape    | 115,2        |               | Marita Jensen    | Marita Jensen  |

### 1. afdeling i Mørkøv
Holbæk Cykelsport var 18. april arrangør af den første afdeling af DCU Ladies Cup 2021. Både start og mål var placeret syd for centrum af Mørkøv. Startstregen var beliggende ved Mørkøv Hallen, mens målstregen var på Håbetvej ud for Kildebjergskolen. Der blev kørt fire gange på en 27,43 km lang rundstrækning syd for Skovvejen. Rundstrækningen indeholdte 258 højdemeter.
På grund af restriktioner vedrørende coronaviruspandemien kunne Dame A og U19-pigerne ikke som planlagt deltage i samme felt. Derfor kørte ungdomsrytterne i felt med Dame B. Desuden blev der kun givet halvdelen af de planlagte point efter placering, så vinderen af hvert felt fik fem point, nummer to fik fire point, nummer tre fik tre etc.
| Resultat af 1. afdeling af DCU Ladies Cup 2021 |                             |                                        |       |            |
| #                                              | Rytter                      | Hold                                   | Point | Tid        |
| 1                                              | Marita Jensen               | Team ABC Dame Elite                    | 7     | 3t 01' 45" |
| 2                                              | Mia Sofie Rützou            | Cykling Odense                         | 6     | + 1"       |
| 3                                              | Ellen Hjøllund Klinge       | Cykling Odense                         | 5     | + 2"       |
| 4                                              | Marie-Louise Hartz Krogager | Ordrup Cycle Club                      | 4     | + 2"       |
| 5                                              | Maja Winther Brandt         | Ordrup Cycle Club                      | 3     | + 2"       |
| 6                                              | Mie Saabye                  | Team Rytger p/b Cykeltøj-Online.dk     | 2     | + 2"       |
| 7                                              | Mille Troelsen              | Cykling Odense                         | 2     | + 2"       |
| 8                                              | Mette Egtoft Jensen         | Team Rupelcleaning-Champion Lubricants | 2     | + 2"       |
| 9                                              | Betina Cramer               | Greve Cykle Club                       | 2     | + 2"       |
| 10                                             | Rebecca Koerner             | Team ABC Dame Elite                    | 2     | + 2"       |

* = deltager i ungdomskonkurrencen

### 2. afdeling i Ørbæk
Nyborg Cykle Klub var 12. juni arrangør af den anden afdeling af DCU Ladies Cup 2021. Start og mål var placeret på Frørupvej syd for centrum af Ørbæk. Der skulle køres fire omgange på en 25,6 km lang rundstrækning med 210 højdemeter.
| Resultat af 2. afdeling af DCU Ladies Cup 2021 |                             |                                    |       |            |
| #                                              | Rytter                      | Hold                               | Point | Tid        |
| 1                                              | Marita Jensen               | Team ABC Dame Elite                | 12    | 2t 46' 26" |
| 2                                              | Rebecca Koerner             | Team ABC Dame Elite                | 11    | + 0"       |
| 3                                              | Betina Cramer               | Greve Cykle Club                   | 10    | + 15"      |
| 4                                              | Marie-Louise Hartz Krogager | Ordrup Cycle Club                  | 9     | + 30"      |
| 5                                              | Mia Sofie Rützou            | Cykling Odense                     | 8     | + 2' 38"   |
| 6                                              | Laura Auerbach-Lind *       | Give Cykelklub                     | 7     | + 2' 41"   |
| 7                                              | Alma Johansson *            | Mölndals CK                        | 6     | + 2' 41"   |
| 8                                              | Pia Victoria Stender        | Kieler RV                          | 5     | + 2' 41"   |
| 9                                              | Elisabeth Ebras *           | Team Rytger p/b Cykeltøj-Online.dk | 4     | + 2' 41"   |
| 10                                             | Julie Nielsen Maribo        | Ordrup Cycle Club                  | 3     | + 2' 43"   |

* = deltager i ungdomskonkurrencen

### 3. afdeling i Vissenbjerg
Cykling Odense og Cykel Motion Højfyn var 1. august arrangør af den tredje afdeling af DCU Ladies Cup 2021. Rytterne skulle køre fem omgange på en 23,9 km lang rute med 348 højdemeter. Der var start og mål på Kirkehelle i Vissenbjerg.
| Resultat af 3. afdeling af DCU Ladies Cup 2021 |                         |                                    |       |            |
| #                                              | Rytter                  | Hold                               | Point | Tid        |
| 1                                              | Anniina Ahtosalo        | Team Rytger p/b Cykeltøj-Online.dk | 12    | 3t 14' 33" |
| 2                                              | Marita Jensen           | Team ABC Dame Elite                | 11    | + 0"       |
| 3                                              | Pia Victoria Stender    | Kieler RV                          | 10    | + 2"       |
| 4                                              | Pernille Mathiesen      | Team Jumbo-Visma                   | 9     | + 2"       |
| 5                                              | Alma Johansson *        | Mölndals CK                        | 8     | + 2"       |
| 6                                              | Betina Cramer           | Greve Cykle Club                   | 7     | + 2"       |
| 7                                              | Felicia Bengtsson       | Team Rytger p/b Cykeltøj-Online.dk | 6     | + 2"       |
| 8                                              | Janni Spangsberg        | Varde Cykelklub                    | 5     | + 2"       |
| 9                                              | Kirstine Holt           | Dansk Mountainbike Klub            | 4     | + 2"       |
| 10                                             | Solbjørk Minke Anderson | Amager Cykle Ring                  | 3     | + 6"       |

* = deltager i ungdomskonkurrencen

### 4. afdeling i Faxe
Køge Cykel Ring var 3. oktober arrangør af den fjerde og sidste afdeling af DCU Ladies Cup 2021. Både start og mål var placeret i centrum af Faxe.
| Resultat af 4. afdeling af DCU Ladies Cup 2021 |                             |                                    |       |            |
| #                                              | Rytter                      | Hold                               | Point | Tid        |
| 1                                              | Marita Jensen               | Team ABC Dame Elite                | 12    | 3t 07' 53" |
| 2                                              | Betina Cramer               | Greve Cykle Club                   | 11    | + 13"      |
| 3                                              | Solbjørk Minke Anderson     | Team Rytger p/b Cykeltøj-Online.dk | 10    | + 13"      |
| 4                                              | Mia Sofie Rützou            | Cykling Odense                     | 9     | + 13"      |
| 5                                              | Rebecca Koerner             | Team ABC Dame Elite                | 8     | + 13"      |
| 6                                              | Marie-Louise Hartz Krogager | Ordrup Cycle Club                  | 7     | + 13"      |
| 7                                              | Frederikke Asfeldt          | Herning Cykle Klub                 | 6     | + 13"      |
| 8                                              | Viktoria Smidth Knudsen     | Amager Cykle Ring                  | 5     | + 13"      |
| 9                                              | Karin Soderqvist            | Motala AIF CK                      | 4     | + 13"      |
| 10                                             | Karoline Hemmsen            | Cykling Odense                     | 3     | + 14"      |

* = deltager i ungdomskonkurrencen